# Mindemic
(Tagline del film)
Mindemic è un film italiano del 2022 scritto e diretto da Giovanni Basso, qui al suo debutto come regista per un lungometraggio.

## Trama
Nino, regista settantenne ormai sul viale del tramonto, riceve la chiamata dal suo storico produttore, Fredo, che gli commissiona una nuova sceneggiatura. Accettato il lavoro, Nino inizia a scrivere il testo usando la sua amata macchina da scrivere. Preso dall'ispirazione, decide di realizzare un film epico, di guerra, e per trovare supporto nella stesura cerca di contattare i suoi collaboratori storici. Lo sceneggiatore De Paoli, che rifiuta il lavoro, e l’attore Giovanni Marino, che a sua volta rifiuta il ruolo che Nino gli propone.
Trasportato nell'atto creativo, Nino inizia a inscenare in casa sua le pagine che sta scrivendo, interpretando da solo tutti i personaggi del film: un gruppo di soldati che durante una guerra non precisata tentano di salvare una donna misteriosa. Nino riceve anche la visita a casa di una donna, una escort che è identica alla ex moglie Angela, che lo ha lasciato anni prima e di cui lui è ancora innamorato. 
Procedendo nella scrittura, Nino si perde in un delirio artistico e personale, in cui i ricordi della sua vita amorosa con la moglie e le memorie con i suoi amici e collaboratori si mescolano agli eventi del film che sta scrivendo, generando in lui un cortocircuito in cui non riesce più a distinguere tra verità e finzione.
Quando gli viene detto dalla moglie che in realtà lui è morto e tutto quello che sta vivendo non esiste, Nino decide comunque di completare la sua sceneggiatura. Terminato di scrivere il finale, Nino si ritrova sul terrazzo dell'appartamento da cui non è mai uscito. Qui, accompagnato dalla moglie, non può fare altro che abbracciare il suo destino.

## Produzione
Durante un'intervista Basso ha dichiarato: «Quando ho scritto la sceneggiatura, due anni fa, l’ho scritta pensando a Giorgio Colangeli, perché l’avevo conosciuto quando abbiamo fatto un corto insieme, Il Grande Presidente, nel 2019... Mi sono stampato la sua foto e l'ho tenuta con me mentre scrivevo. Dopo avergli inviato la sceneggiatura ne parlavo con i miei colleghi e dicevo “Se Giorgio non lo vuole interpretare o non è disponibile, non posso farlo. Non ho nessun altro con cui fare questo film perché ormai ci vedo solo lui”. Poi fortunatamente poco dopo Giorgio mi ha chiamato e mi ha detto che era entusiasta, e che voleva assolutamente farlo.»
Il film è stato interamente girato a Roma all’interno di un appartamento situato in via Galeazzo Alessi (zona Tor Pignattara). Una sola scena è stata girata presso il parco Giordano Sangalli in viale dell'Acquedotto Alessandrino, uno dei tre parchi pubblici del quartiere di Tor Pignattara.

## Promozione
Il trailer ufficiale del film è stato pubblicato sul canale YouTube di Coming Soon il 9 Giugno 2022, mentre una clip promozionale del film è stata pubblicata su MYmovies il 14 Giugno 2022.

## Distribuzione

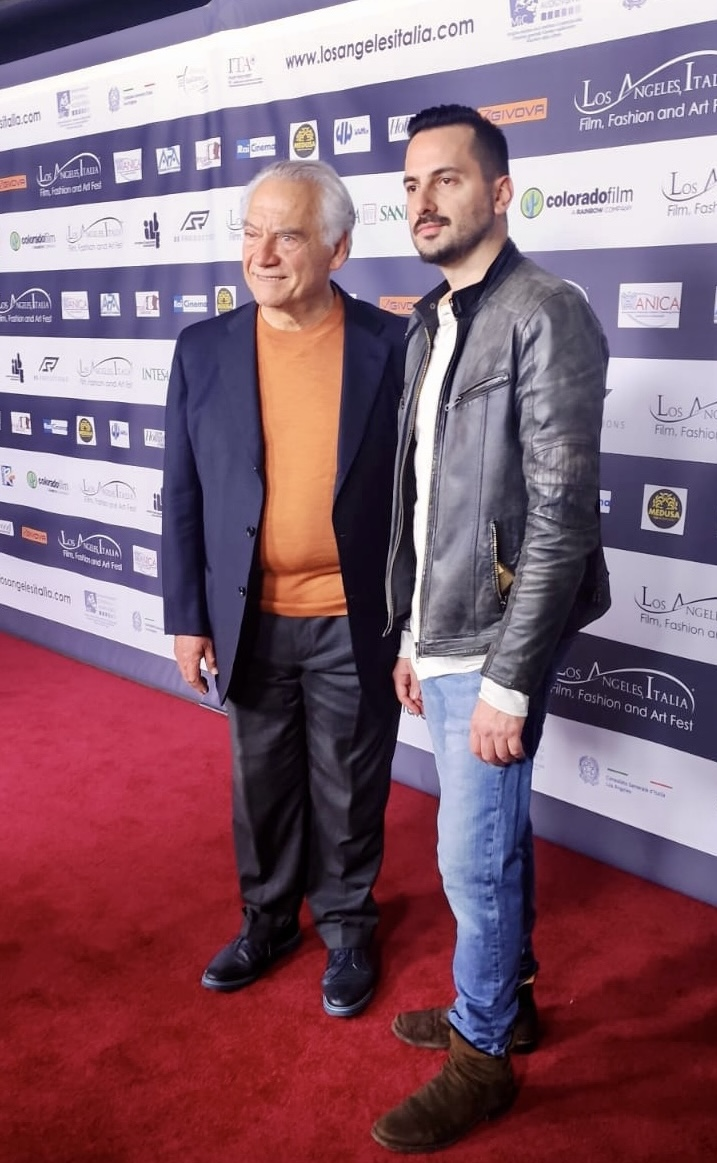
Colangeli e Basso a Los Angeles nel 2023

Il film è stato distribuito nei cinema italiani il 15 giugno 2022. Il 19 settembre 2022 è stato inserito nella lista dei 12 film italiani che concorrevano alla designazione del titolo candidato a rappresentare l’Italia nella selezione per l'Oscar al miglior film in lingua straniera. Nel 2023 il film è stato presentato in concorso ai David di Donatello, e dall'agosto 2023 è disponibile in streaming on demand sulla piattaforma Chili. Nel giugno 2024 è stato distribuito in alcuni cinema in Australia.

## Curiosità
- Il film è stato interamente girato utilizzando un iPhone 8+ a cui il regista ha attaccato una lente anamorfica americana adattata al sensore mobile. Basso ha inoltre dichiarato che tutte le telefonate e le videochiamate che Nino fa nel film avvenivano dal vivo, senza essere aggiunte in post-produzione.[10]
- Come indicato nel trailer ufficiale, il titolo del film è un neologismo che significa "Qualcosa che turba la mente e vi rimane dentro per un tempo illimitato".
- Il film ha come secondo titolo "Opera Zero".
- Il manifesto ufficiale del film è stato realizzato da Basso.
- Nonostante la lunga carriera di Giorgio Colangeli, qui interpreta per la prima volta il protagonista assoluto di un film.

## Colonna sonora
Come indicato nei titoli di coda del film, la colonna sonora è composta interamente dalle musiche che il compositore italiano Teo Usuelli ha realizzato per il film del 1968 La rivoluzione sessuale di Riccardo Ghione, edite dalla Universal Music Group.

## Accoglienza
Il film è stato accolto positivamente dalla critica cinematografica.
(Leonardo Lardieri, Sentieri Selvaggi, 15 Giugno 2022)
(Lucia Mancini, Cinematographe.it, 16 Giugno 2022)
(Silvia Lumaca, Framed, 17 Giugno 2022)
(Miriam Raccosta, Rivista del cinematografo, 15 Giugno 2022)
(Francesca Pistocchi, Close-Up, 15 Giugno 2022)

## Riconoscimenti
- 2022 - Ciak d'oro
  - Candidatura Migliore opera prima a Giovanni Basso [17]
  - Candidatura Migliore attore protagonista a Giorgio Colangeli
  - Candidatura Miglior manifesto
- 2023 - Los Angeles Italia Film Festival - Premio al Miglior Film Italiano [18]